# Голямо Враново
Голямо Врàново е село в Северна България. То се намира в община Сливо поле, област Русе.

## История
Населението е съставено от българи и турци. Живеят преселници от дунавски села, Добруджа и Котелско. Има също така и кримски татари.

## Обществени институции
В селото има действащо основно училище „Иван Вазов“ и действаща детска градина „Пролет“ с филиал в с. Малко Враново. Също така селото разполага и с голям свинекомплекс, който снабдява Русе и региона с месни изделия, както и дрогерия „Байтар“.

## Редовни събития
Съборът на селото е на Гергьовден 6 май.

## Други
Имам – Али Сали Байтар е роден на 08.04.1926 година. Той е един от най-дълго служещите имами в България, служил е 38 години (1969 – 2007) в родното му село Голямо Враново. Във знак на уважение хората от селото след неговата кончина пожелали неговият гроб да бъде в двора на джамията. Това е един вид признание за светия от местно ниво за мюсюлманите от село Голямо Враново, починал на 28 август 2008 г. Неговият баща Сали Али е бил на същото поприще- имамин в селото, служил е 16 години (1953-1969).
1. ↑  www.grao.bg